# خاتون أستي (مهاباد)
قرية خاتون أستي (بالكردية: خاتوون ئەستی) هي إحدى القرى التابعة لـمنغور الشرقية في ريف قسم خليفان من مقاطعة مهاباد، في محافظة أذربیجان الغربیة الإيرانية.

## السكان
حسب إحصاءات سنة 2006، بلغ إجمالي السكان في خاتون أستي 47 نسمة وعدد المساكن 10 مسكن. لغة سكان خاتون أستي هي اللغة الكردية و هم من أهل السنة والجماعة والمذهب الشافعي.